# Zou Yuchen
Zou Yuchen (chinês: 周吁尘) (Liaoning, 5 de julho de 1996) é um basquetebolista chinês que atualmente joga pelo 
Bayi Rockets disputando a Liga Chinesa de Basquetebol. O atleta possui 2,03m e atua na posição ala.